# Son of Sevenless
Son of sevenless (SOS) è un fattore di scambio dei nucleotidi guanina (GEF) ed è stato scoperto in seguito a studi sulla Drosophila.
È fondamentale per attivare la proteina RAS, una gtpasi importante per la trasduzione del segnale mediato dai recettori tirosin-chinasi (RTK). L'associazione di RAS a SOS apre i cosiddetti domini switch 1 e 2 con un rilascio di GDP. 
Inoltre la traslocazione di SOS sulla membrana della cellula vicino a RAS, stimola lo scambio di GDP con GTP; questa traslocazione può avvenire tramite un legame al complesso Grb2/SOS con Shc, una proteina adattatrice e che interagisce con fosfotirosine di recettori come NGF (nuclear growth factor).